# Старое (Потаповское сельское поселение)
Старое — деревня в Гагаринском районе Смоленской области России. Входит в состав Потаповского сельского поселения. Население — 45 жителей (2007).
Расположена в северо-восточной части области в 7 км к юго-западу от Гагарина, в 0,1 км южнее автодороги М1 «Беларусь», на берегу реки Полишни. В 8 км северо-восточнее деревни расположена железнодорожная станция Гагарин на линии Москва — Минск.

## История
В годы Великой Отечественной войны деревня была оккупирована гитлеровскими войсками в октябре 1941 года, освобождена в марте 1943 года.